# Sauquillo de Cabezas
Sauquillo de Cabezas is een gemeente in de Spaanse provincie Segovia in de regio Castilië en León met een oppervlakte van 20,28 km². Sauquillo de Cabezas telt 183 inwoners (1 januari 2016).

## Demografische ontwikkeling
Bron: INE, 1857-2011: volkstellingen